# 서울동작우체국
서울동작우체국(서울銅雀郵遞局)은 우편 서비스, 우체국 택배 서비스, 국제특급(EMS)서비스, 우체국예금보험 서비스 관련 업무를 수행하는 서울지방우정청 소속 우체국이다. 서울특별시 동작구 여의대방로22길 77에 있다.

## 연혁
- 1989년 1월 28일: 서울동작우체국 개국 (2과 9계) (구 남서울우체국에서 분리)
- 1996년 10월 15일: 제301군사우체국 폐국
- 1997년 10월 1일: 조직개편 (3과1실)
- 2014년 1월 1일: 우편구역을 다음과 같이 고시[1]

| 배달국         | 배달구역      | 구역번호      |
| -------------- | ------------- | ------------- |
| 서울동작우체국 | 동작구 전지역 | 06900 ~ 07074 |

- 2014년 7월 4일: 서울숭실대학교우체국, 서울중앙대학교우체국, 서울총신대학교우체국 폐국[2]
- 2016년 8월 26일: 서울동작우성우편취급국 폐국[3]
- 2020년 2월 28일 : 서울사당3동우편취급국 폐국[4]

## 관할 우체국
| 우체국명                | 사진 | 주소                                                       | 비고                 |
| ----------------------- | ---- | ---------------------------------------------------------- | -------------------- |
| 서울노량진1동우편취급국 |      | 서울특별시 동작구 장승배기로24길 6(노량진1동)              |                      |
| 서울노량진2동우편취급국 |      | 서울특별시 동작구 등용로14길 68(노량진2동)                 |                      |
| 서울노량진우체국        |      | 서울특별시 동작구 노량진로 224(본동)                       |                      |
| 서울동작약수우편취급국  |      | 서울특별시 동작구 장승배기로 6(상도동)                     |                      |
| 서울동작우성우편취급국  |      | 서울특별시 동작구 여의대방로 28(신대방1동)                 | 2016년 8월 26일 폐국 |
| 서울사당3동우편취급국   |      | 서울특별시 동작구 사당로23길 20(사당동)                    | 2020년 2월 28일 폐국 |
| 서울사당5동우편취급국   |      | 서울특별시 동작구 사당로 204(사당동)                       |                      |
| 서울사당동우체국        |      | 서울특별시 동작구 동작대로 75(사당동)                      |                      |
| 서울사당우성우편취급국  |      | 서울특별시 동작구 동작대로29길 77(사당동)                  |                      |
| 서울상도동우체국        |      | 서울특별시 동작구 상도로 236(상도동)                       |                      |
| 서울흑석동우체국        |      | 서울특별시 동작구 서달로 15길 13(흑석동)                   |                      |
| 서울숭실대학교우체국    |      | 서울특별시 동작구 상도로 369 (상도동)                      | 2014년 7월 4일 폐국  |
| 숭실대학교우편취급국    |      | 서울특별시 동작구 상도로 369 숭실대학교 생활문화관(상도동) |                      |
| 서울중앙대학교우체국    |      | 서울특별시 동작구 흑석로 84 중앙대학교(흑석동)             | 2014년 7월 4일 폐국  |
| 중앙대학교우편취급국    |      | 서울특별시 동작구 흑석로 84 중앙대학교(흑석동)             |                      |
| 서울총신대학교우체국    |      | 서울특별시 동작구 사당로 143 (사당동)                      | 2014년 7월 4일 폐국  |

## 조직
- 영업과
  - 우편영업실
    - 우편창구

  - 금융영업실
    - 금융창구
- 우편물류과
  - 집배실
  - 소포실
- 지원과
- 경영지도실
- 당직실